# Bouleuterion

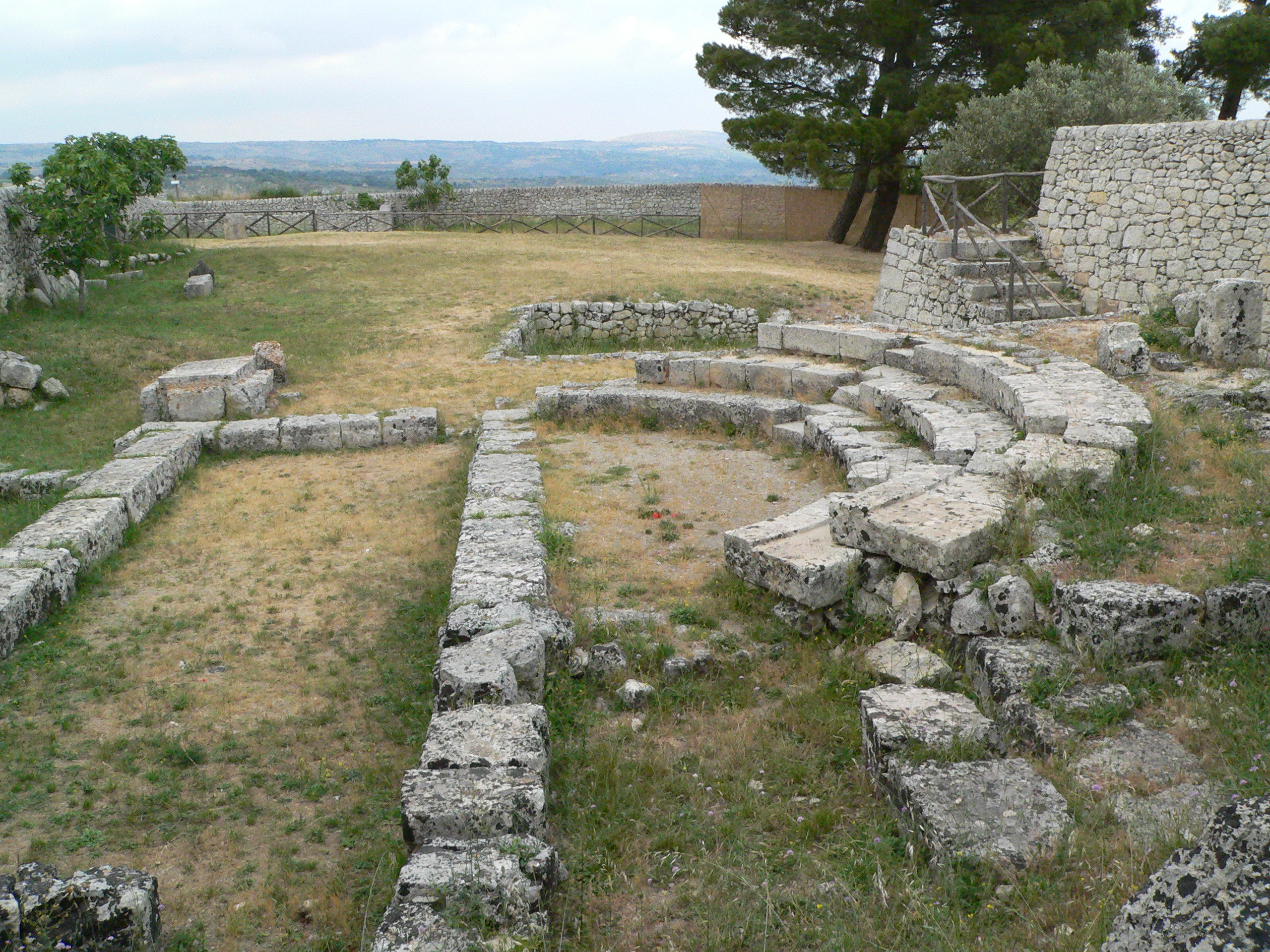
Ruinen des Bouleuterions in Akrai (Sizilien)

Ein Bouleuterion (griechisch: βουλευτήριον), im Deutschen teils auch Buleuterion, war in den Stadtstaaten des antiken Griechenlands der Versammlungsraum der Bule, des Rates der Stadt. Die Volksversammlung (Ekklesia) versammelte sich dagegen in dem wesentlich größeren Ekklesiasterion.
Das meist auf rechteckigem Grundriss angelegte Gebäude hatte im Innern häufig die Form eines kleinen Theatersaales, mit ansteigenden Sitzreihen um einen zentralen oder vorgelagerten Vortragsbereich. Die ansteigenden Sitzreihen konnten halbkreisförmig (Milet) oder rechteckig (Priene) angeordnet sein. Doch gab es auch schlichte Lösungen, bei denen ebenerdige Bank- oder Stuhlreihen als Sitzgelegenheit dienten.
Da es sich zumeist um recht große rechteckige Bauten handelte, deren Schmalseiten allein über 15 m Breite erreichten, mussten Stützen oder Säulenstellungen im Innern angeordnet werden. Sie halfen die für antike Maßstäbe enormen Spannweiten der Dachkonstruktion zu überwinden.
Oftmals wurden Bouleuteria mit aufwändigen Eingangslösungen versehen oder mit Säulenhallen kombiniert (Milet). Als Repräsentationsbauten der Städte erhoben sie sich meist zentral und prominent im Stadtbild.

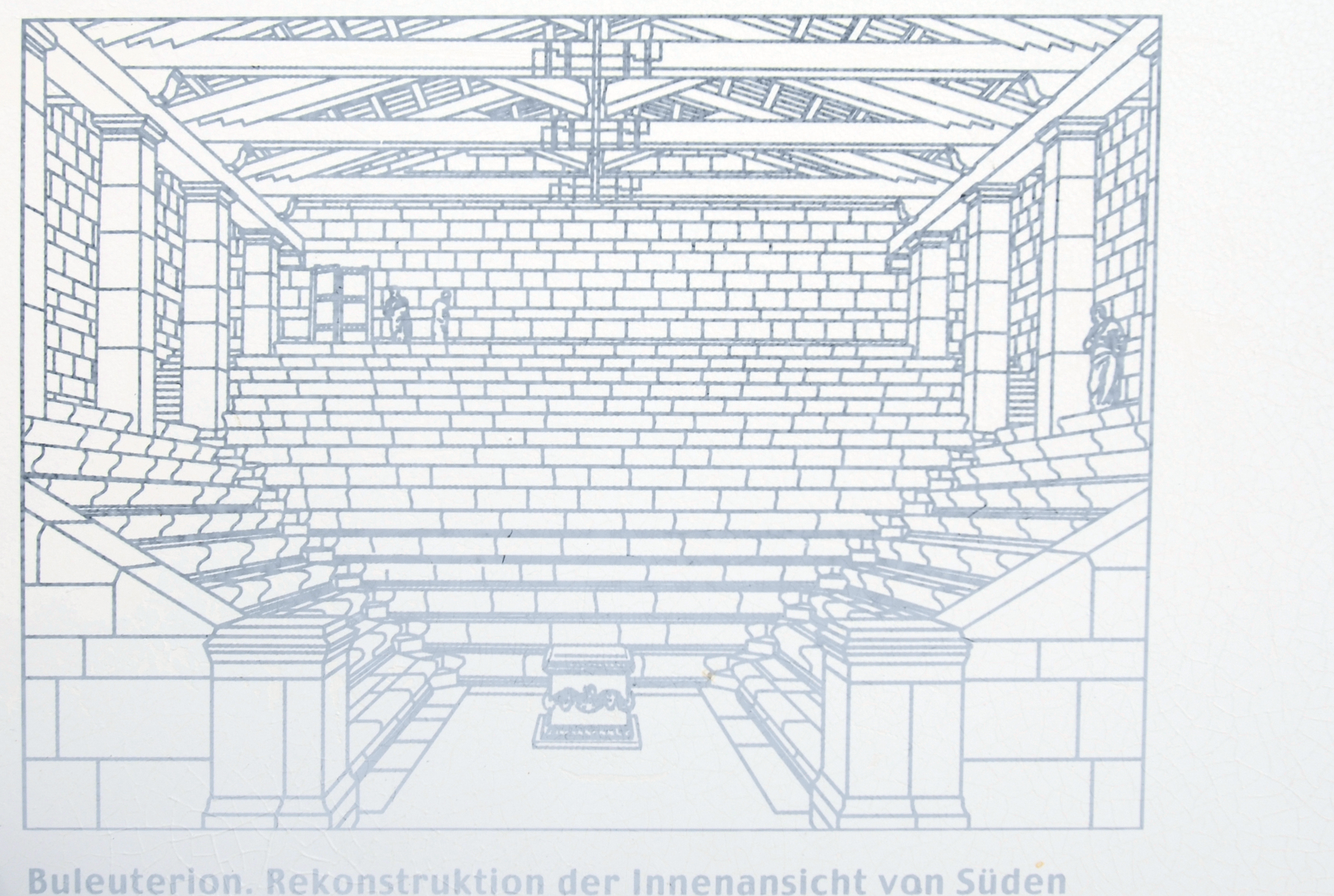
Zeichnerische Rekonstruktion des Bouleuterios in Priene (Fritz Krischen)

Außer von den bereits genannten finden sich Reste ehemaliger Buleuterien beispielsweise in Apollonia, in Delphi (mit Doppelapsiden), Ephesos, Iasos, Delos, Olympia, Patara, Paestum und Termessos. Auf der Agora von Athen wurden ein altes und ein neues Bouleuterion identifiziert.